# Parądzice

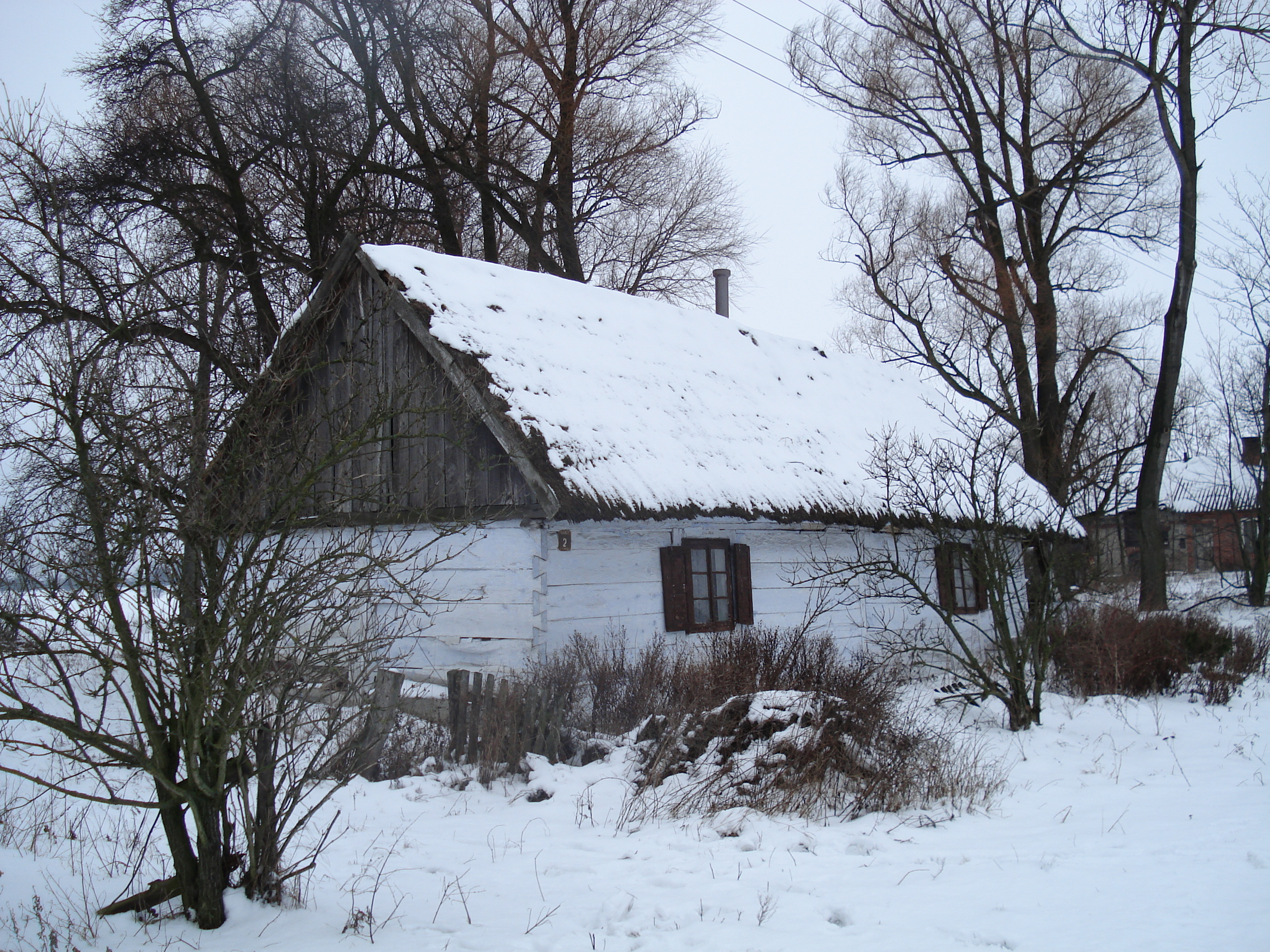
Wieś Parądzice. Chata wiejska kryta strzechą z ok. 1910 r.

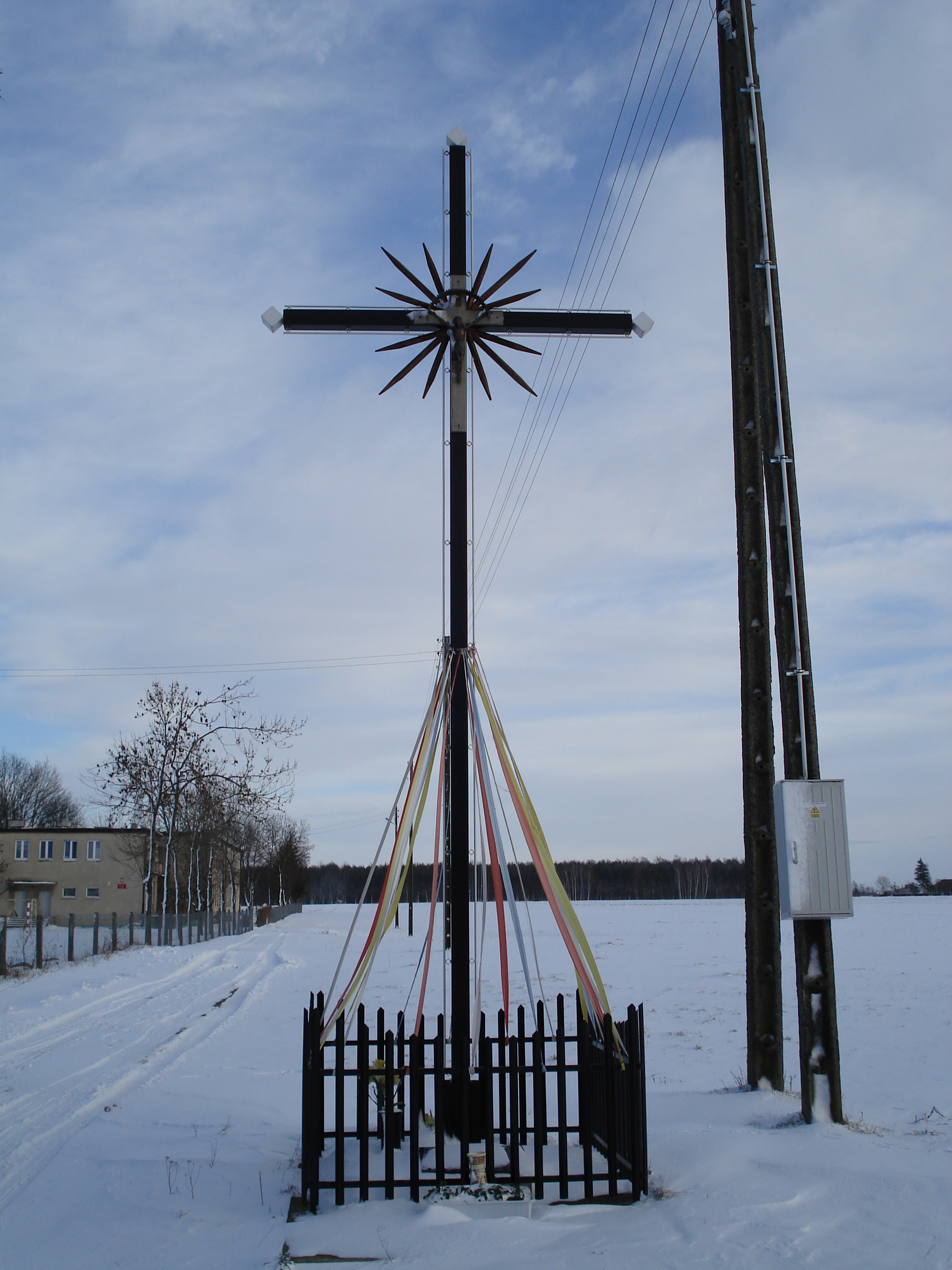
Wieś Parądzice. Metalowy krzyż na skrzyżowaniu postawiony na miejscu drewnianego. Wotum za pontyfikat Jana Pawła II

Parądzice – wieś w Polsce położona w województwie łódzkim, w powiecie poddębickim, w gminie Wartkowice, około 17 km. na północny wschód od Poddębic.
Wieś arcybiskupstwa gnieźnieńskiego w powiecie łęczyckim województwa łęczyckiego w końcu XVI wieku.

## Historia

### Najstarsze dzieje (do końcaXVI wieku)
Pierwsza zachowana wzmianka źródłowa o Parądzicach pochodzi z tzw. „wielkiego przywileju konfirmacyjnego” wydanego w Krakowie 1 marca 1357 r. przez króla Kazimierza Wielkiego dla arcybiskupa gnieźnieńskiego Jarosława z Bogorii i Skotnik herbu Bogoria celem potwierdzenia własności metropolii gnieźnieńskiej. Wieś już wtedy była wzmiankowana jako własność metropolii gnieźnieńskiej.
Osada swymi początkami sięga jednak okresu znacznie wcześniejszego niż połowa XIV w. Do dziś istnieje pogląd w nauce, że osada Parądzice istniała już w XI w. i wraz z ponad 40 innymi osadami stanowiła uposażenie opactwa łęczyckiego. W XIV w. Parądzice stanowią własność arcybiskupstwa gnieźnieńskiego, skupione w grupie wsi arcybiskupich zwanych kluczem piątkowskim, a przy późniejszym podziale około połowy XVII w. weszły w skład tzw. klucza tumskiego. Stan taki utrzymał się nieprzerwanie do końca istnienia I Rzeczypospolitej.
Parądzice graniczyły z trzech stron z wsiami stanowiącymi własność szlachecką, przez co jej mieszkańcy byli często niepokojeni przez swych sąsiadów. W 1386 r. przed sądem ziemskim w Łęczycy zeznawali kmiecie z Parądzic: Jakusz Zalewski, Bartłomiej Kalowski
i Mikołaj Koloszski. Sprawa dotyczyła zwrotu bezprawnie zawłaszczonych przez Juranda z Borowa trzydziestu wołów. W 1391 r. przed sądem łęczyckim jako jeden ze świadków Piotrka z Powodowa występował kmieć z Parądzic, Andrzej Małek.
Granice Parądzic były częstymi przyczynami sporów. W 1402 i 1427 r. arcybiskupi gnieźnieńscy Mikołaj Kurowski (1402-1411) i Wojciech Jastrzębiec (1423-1436) jako właściciele wsi występowali w sprawie ustalenia jej granic z Wierzbową. Ponadto w aktach wizytacji z 1511-1512 r. wzmiankowano o częstym naruszaniu granic i częstych szkodach wyrządzanych przez szlacheckich sąsiadów z Suchej i Leźnicy Wielkiej. Jak podano, przyczyną tego stanu był brak rozgraniczenia wsi ze wspomnianymi osadami.
W 1567 r. wyznaczeni przez sąd ziemski szlachcice Jan Bielawczyk i Stanisław Łęcki przeprowadzili w Parądzicach, a także w innych wsiach arcybiskupstwa w pow. łęczyckim wizje, których celem było oszacowanie szkód wyrządzonych przez stacjonujące w nich polskie wojska. Stwierdzono, że żołnierze pozabierali kmieciom pieniądze, zboże, siano, inwentarz żywy, powozy, oraz różne inne sprzęty gospodarskie. Podobny cel miała wizja przeprowadzona w 1570 r., kiedy to szacowano we wsi straty wyrządzone przez poczet Jana Zborowskiego.
Według rejestru poborowego z 1576 r. wieś Parądzice miała 7 łanów gruntu i zamieszkiwało ją 7 rodzin kmiecych.

### XVII-XVIII w. Czas zniszczeń i regresu
W przeciwieństwie do wcześniejszego okresu wiek XVII i XVIII zapisał się dla historii Parądzic oraz wielu sąsiednich osad stanowiących własność kościelną jako czas zniszczeń i regresu. Częste przemarsze i stacje wojsk polskich, szwedzkich, saskich, cesarskich (austriackich) i rosyjskich w okresie potopu szwedzkiego i III wojny północnej doprowadziły do całkowitej rujnacji i zubożenia mieszkańców osady. Niemały wpływ odegrali w tym szlacheccy właściciele sąsiednich wsi, którzy bojąc się o własne majątki zachęcali dowódców wojskowych do korzystania z hibern we wsiach będących własnością kościelną. Wobec braku opieki administracyjnej nad osadami bezkarne wojsko często dopuszczało się podpaleń, rabunków, gwałtów i mordów. W 1686 r. duże szkody w Parądzicach poczynił polski regiment dragonów.
Okres ten jest także czasem utrwalenia się gospodarki folwarczno-pańszczyźnianej. Zwiększeniu uległ wymiar pańszczyzny, i tak z jednego dnia pracy w tygodniu w folwarku w miejscowości Kościół (Tum) w ramach tej powinności normą stało się pracowanie przez okres 3-4 dni w przeciągu tygodnia. Nie dziwi więc fakt częstych zażaleń i protestów kmieci przed sądem łęczyckim o zbyt duży wymiar pańszczyzny. Przyczyną procesów sądowych było nawet znęcanie się i bicie przez administratora dóbr klucza tumskiego, w skład którego wchodziła wieś Parądzice swoich poddanych (1689 r.).
Według spisu łanowego z 1616 r. w Parądzicach było uprawianych w tym okresie 6 łanów. Według taryfy podymnego z 1775 r. wieś Parądzice liczyła 10 dymów.

### XIX w. Okres zmian
W wyniku II rozbioru Rzeczypospolitej w 1793 r. cały teren województwa łęczyckiego wraz ze wsią Parądzice wszedł w skład państwa pruskiego. W 1796 r. przeprowadzono sekularyzację dóbr arcybiskupich i tym samym wieś Parądzice stała się własnością rządową. Stan taki utrzymał się również w czasach Księstwa Warszawskiego i Królestwa Polskiego. W 1859 r. Parądzice wchodziły w skład dóbr rządowych Krzepocin złożonych z ok. 30 wsi wraz z folwarkami.
Przez krótki czas Parądzice wchodziły w skład utworzonego w 1793 r. przez Prusaków z południowej części powiatu łęczyckiego nowego powiatu – zgierskiego z siedzibą w Piątku. Po powstaniu tzw. Kongresówki Parądzice znalazły się w województwie mazowieckim, obwodzie łęczyckim i powiecie zgierskim. W wyniku reformy administracyjnej Królestwa w 1837 r. wieś Parądzice weszła w skład guberni kaliskiej, powiatu łęczyckiego i gminy Tkaczew. Reforma z 1845 r. złączyła gubernie kaliską z warszawską. Po reformie z 1867 r. Parądzice znów znalazły się w guberni kaliskiej, powiecie łęczyckim i gminie Tkaczew. Stan ten utrzymał się bez zmian do działań wojennych w 1914 r.
Około 1880 r. we wsi Parądzice znajdowało się 16 domów, które zamieszkiwało ogółem 162 mieszkańców.

### XX w. II wojna i czasy współczesne
W okresie międzywojennym, około 1937 r. podjęto się wspólnej inicjatywy budowy w Parądzicach budynku Ochotniczej Straży Pożarnej. Utworzono na ten cel nawet fundusz w jednym z banków łęczyckich, do którego mieszkańcy wsi dokonywali regularnych wpłat. Wspólną inicjatywę przerwała jednak II wojna światowa. Po wojnie nie powrócono już do realizowania pomysłu. W okresie międzywojennym działało również w Parądzicach koło Polskiego Stronnictwa Ludowego.
W okresie II wojny światowej Parądzice znalazły się w granicach tzw. Kraju Warty, czyli terenów II Rzeczypospolitej bezpośrednio zaanektowanych przez III Rzeszę. Nawet w tak niedużej osadzie dało się odczuć wpływ polityki germanizacyjnej. Wielu mieszkańców, nawet w wieku 16-18 lat zostało wysiedlonych w głąb III Rzeszy i Francji w charakterze robotników przymusowych. Zdarzały się także przypadki przesiedlenia do Generalnego Gubernatorstwa. Na wsi, w zajętych siłą i złączanych w większe gospodarstwach pojawiło się wiele nowych rodzin niemieckich, najprawdopodobniej tzw. Niemców bałtyckich lub wołoskich zapraszanych przez okupanta do kolonizowania terenu. Mieszkańców wykorzystywano jako darmową siłę roboczą do pracy w rolnictwie stosując metody zastraszeń, powszechne stało się znęcanie i bicie.
W styczniu 1945 r. wraz z pojawieniem się wojska rosyjskiego nadeszło wyzwolenie. Prawie wszystkie niemieckie rodziny uciekły z osady w popłochu na wieść o nadchodzącym froncie. Nie udało się to jednemu z Niemców, który wskazany przez mieszkańca sowieckim żołnierzom został zabity nad stawem. Niektórzy pozostawiali w osadzie mniejsze dzieci, bojąc się, że nie zniosą one trudów mroźnej podróży. Niemieckie dzieci jeszcze do lata 1945 r. pozostawały w osadzie.
W latach 1975–1998 miejscowość administracyjnie należała do województwa sieradzkiego.
W latach 90. XX wieku miejscowość została zwodociągowana. W 1994 r. wykonano również pełną telefonizację wsi.

## Kształtywsi(zmiany urbanizacyjne)

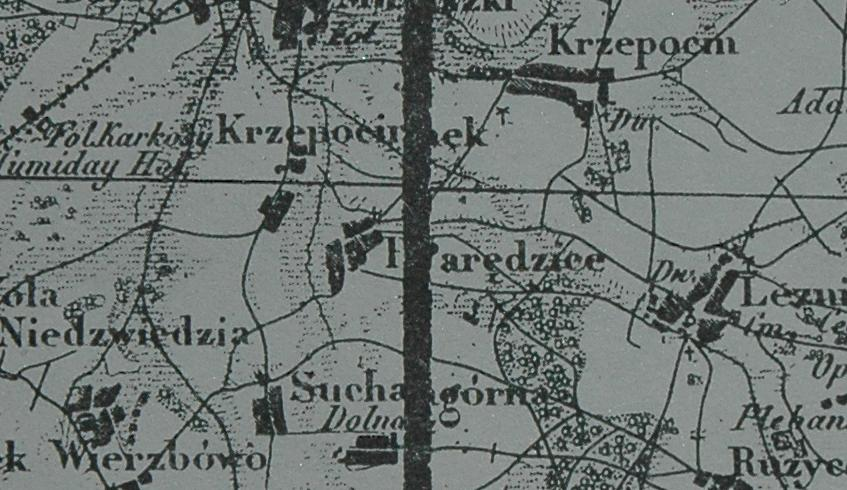
Pierwotny kształt zabudowy wsi Parądzice. Fragment Topograficznej Karty Królestwa Polskiego z 1842 r.

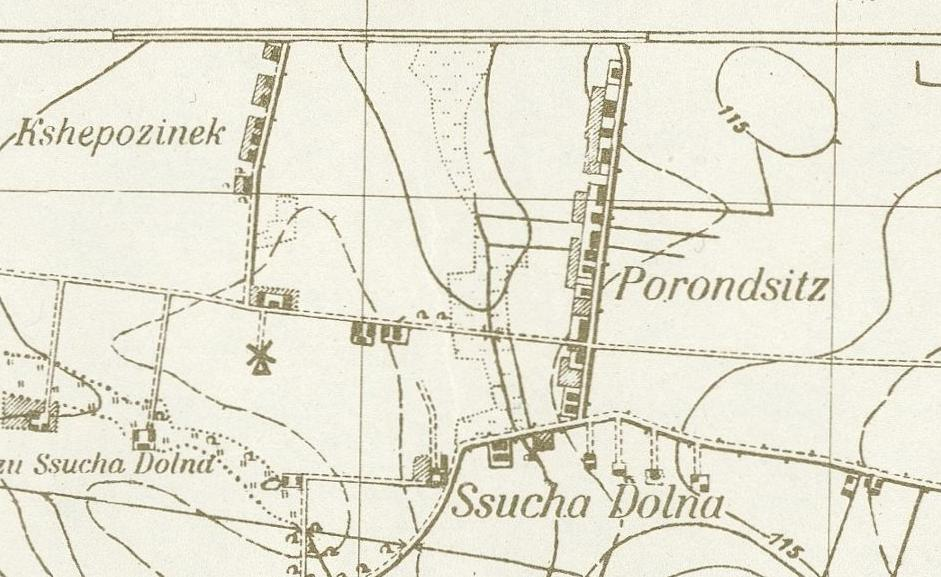
Parądzice na wojskowej mapie niemieckiej z 1944 r.

Pierwotna osada Parądzice była zlokalizowana blisko przepływającej rzeczki, w części północno-zachodniej gruntów osady. Wieś rozciągała się na osi północno-południowej, mniej więcej od środka współczesnej osady aż do jej granic północnych. Dziś na tym terenie, położonym wzdłuż rowu melioracyjnego będącego reliktem rzeczki znajdują się niewielkie łąki. Najstarsze źródła kartograficzne zgodnie wskazują, że Parądzice były pierwotnie ulicówką o pełnej, dwustronnej zabudowie. Zabudowa ta charakterystyczna dla okresu od X do XIII w. wskazuje jednocześnie na czas powstania Parądzic. Według spisów poborowych i podatkowych przeprowadzanych w XVI i w XVII w. w Parądzicach zazwyczaj było uprawianych 6-7 łanów przez 7 rodzin kmiecych. Wszystko wskazuje, że w osadzie znajdowały się gospodarstwa jednołanowe.

### Prawo niemieckie
O posiadaniu przez wieś Parądzice prawa niemieckiego w przeszłości dowiadujemy się z akt wizytacji wsi arcybiskupich przeprowadzonych w latach 1511-1512. Niewielki areał nie pozwalał na wydzielenie łanów sołeckich, więc kompetencje administracyjne dla tej osady wykonywał sołtys sąsiedniej, również arcybiskupiej wsi – Krzepocina. Z tego tytułu mieszkańcy wsi byli zobowiązani do pewnych świadczeń na jego korzyść. Dzięki źródłom historycznym zachowanym dla wsi Krzepocin można wnioskować, że lokację obu osad przez arcybiskupstwo przeprowadzono przed 1388 r. Przyjęcie przez osadę prawa niemieckiego często wiązało się z nowym i równym podziałem gruntów w osadzie, powodowało daleko idące i korzystniejsze dla mieszkańców zmiany natury prawnej, wpływało na rozwój gospodarczy osady.

### Nowy kształt wsi
Poprzez sekularyzację dóbr arcybiskupich przeprowadzoną w 1796 r. Parądzice stały się własnością rządowa. Dawny sposób zabudowy Parądzic jak i wszystkich osad nie sprzyjał ich rozwojowi gospodarczemu. Ciasna i tak charakterystyczna dla średniowiecza niosła ze sobą wiele zagrożeń. Poprzez pożar pojedynczego domu gorzała często cała wieś, gdyż ogień łatwo przenosił się po strzechach blisko budowanych domostw. Bliskie sąsiedztwo rzeczki często powodowało podtopienia w okresie wiosennym, utrudniało komunikację wewnątrz osady, a rozmywając drogi utrudniało znacznie i dojazd do wsi. W latach 40. i 50. XIX w. wytyczono na nowo pola we wsi oraz drogę, wzdłuż której zaczęto budować na nowo gospodarstwa. Dzisiejszy kształt wsi, czyli rzędówka zawdzięcza swe powstanie właśnie zmianom z połowy XIX w.

## Szkoła

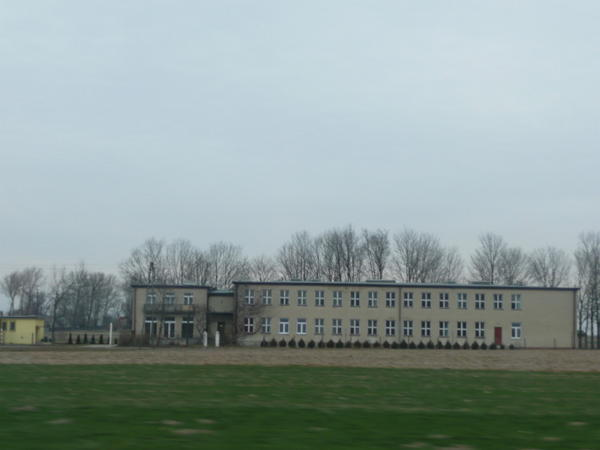
Zespół Szkół w Parądzicach. Widok współczesny.

Wobec budowy osiedla wojskowego i gwałtownego wzrostu liczby ludności w Leźnicy Wielkiej pojawił się dylemat z wyborem miejsca edukacji dla tamtejszych dzieci. Początkowo dzieci uczęszczały do Ozorkowa położonego 16 km od Leźnicy. Niemały problem dotykał także mieszkańców Parądzic i sąsiednich wsi, gdyż niewielki budynek szkolny w Krzepocinku nie był w stanie podołać coraz to liczniejszym rzeszom nowych uczniów. Zrodził się wspólny pomysł wybudowania szkoły. Na miejsce budowy wybrano plac po nieistniejącej karczmie w Parądzicach, który był własnością państwa. Budowę szkoły rozpoczęto w 1962 r. Niemały wkład w powstaniu szkoły mieli mieszkańcy Parądzic i okolicznych wsi, chętnie pomagający budowniczym. Uroczyste otwarcie budynku wraz z inauguracją nowego roku szkolnego nastąpiło 1 września 1964 r.
Szkoła została zamknięta w 2013 r. Obecnie znajduje się tam przedszkole 
- Pierwotnie wieś nazywała się Porądzice. Takie brzmienie jest odnotowywane już w najstarszych źródłach pisanych w XV-XVI w. Dopiero od początku XX w. nazwa ulegała stopniowej przemianie, a ostatecznie brzmienie ustaliło się w latach 50. XX wieku
- W drugiej połowie XIX i na początku XX w. współczesna część wsi Parądzice z drugiej strony rzeczki, zwana potocznie Wrzoskami funkcjonowała jako odrębna osada. W aktach kościelnych i państwowych zachowały się odrębne wpisy dla Wrzosek. Nazwa wiąże się z porastającymi gęsto ten teren wrzosami. W przeszłości w tej części wsi znajdowały się pastwiska oraz las użytkowany wspólnie przez wszystkich mieszkańców. Obecnie tę część zamieszkuje 16 osób skupionych w 4 domach rodzinnych.
- Również w części zwanej Wrzoskami w Parądzicach znajdował się wiatrak koźlak służący do mielenia zboża na mąkę. Uległ on destrukcji najprawdopodobniej wskutek wiatru i został zdemontowany zaraz po II wojnie (ok. 1949-1955).
- W Parądzicach znajdowała się również karczma. Była ona zlokalizowana naprzeciw drogi dojazdowej do Wrzosek, służącej jako wygon dla bydła. Karczma nie powstała jednak w momencie nadania osadzie prawa niemieckiego, tylko na początku XIX w., czyli w momencie ogólnego wzrostu demograficznego.
- Według źródeł statystycznych około 1880 roku wieś miała 162 mieszkańców, czyli dwa razy tyle co obecnie.[potrzebny przypis]
- W osadzie znajdują się dwa wyjątkowe i wyróżniające się od innych domy. Pierwszy zbudowany z drzewa i kryty strzechą z okiennicami pochodzi z ok. 1910 r. Drugi dom z czerwonej cegły, lekko podpiwniczony, z dużym i krytym dachówką dachem został zbudowany przez Niemców w czasie okupacji. Oba domy najprawdopodobniej wkrótce z powodu złego stanu ulegną rozbiórce. Pozostałe domy w osadzie zostały zbudowane w okresie powojennym.